# Matheus Gonçalves
Matheus Gonçalves Martins (Rio de Janeiro, 18 de agosto de 2005) é um futebolista que atua como ponta e meia. Atualmente, joga pelo Flamengo.

## Carreira

### Flamengo
Matheus Gonçalves chegou ao Flamengo com 12 anos de idade, atuando no Sub-15 da equipe. Fez somente quatro partidas na equipe e subiu para a categoria Sub-17, onde fez seis jogos e marcou dois gols.

#### 2021
Assinou seu primeiro contrato profissional com o rubro-negro em 19 de agosto de 2021, um dia depois de completar 16 anos, assinando até 2024. Matheus foi o grande destaque do Sub-17 no ano de 2021, onde começou a chamar a atenção e marcou dez gols em 27 partidas no ano, ajudando a equipe a vencer a tríplice coroa da categoria (Brasileiro, Carioca e Copa do Brasil).
Antes da disputa da final da Copa do Brasil Sub-17 contra o São Paulo, figurou no 11 ideal da competição. Matheus fez um gol e concedeu uma assistência para Victor Hugo no triunfo de 3–0 no jogo de volta e em dezembro, renovou seu vínculo com o clube.

#### 2022
O ano seguinte seguinte no entanto acabou encurtado por uma lesão na coluna, onde disputou apenas 19 partidas. Ainda em 2022, figurou na tradicional lista do jornal The Guardian das 60 promessas do futebol nascidas em 2005. Este ano também marcou sua estreia como profissional alçado por Dorival Júnior, entrando no decorrer do segundo tempo na vitória por 2–1 sobre o América Mineiro em 22 de outubro, pela 33ª do Campeonato Brasileiro. Entrou também contra o Corinthians e Coritiba.

#### 2023
No ano seguinte, com Vitor Pereira assumindo o comando do Flamengo, ganhou ainda mais chances ao destacar-se nos treinos integrados da base com o profissional. Em sua primeira partida com Pereira, Matheus entrou no decorrer do jogo contra o Resende e marcou um gol, seu primeiro como profissional, ajudando na vitória por 2–0 em jogo atrasado da 7ª rodada do Campeonato Carioca.
No clássico contra o Botafogo, foi titular pela primeira vez e marcou um dos gols na vitória por 2–1, onde fez o primeiro gol da partida aos 25 segundos, fato que rendeu-lhe elogios.

### Red Bull Bragantino
Após perder espaço com a chegada do técnico Jorge Sampaoli e ter disputado apenas 40 minutos, em 26 de julho de 2023 Matheus Gonçalves foi anunciado como novo reforço do Red Bull Bragantino, ficando emprestado até o final da temporada e assumindo a camisa 25 da equipe. Foi apresentado oficialmente no dia 1 de marco.
Ao todo, disputou 13 partidas pelo Massa Bruta e concedeu uma assistência, sem gols feitos, retornado o Flamengo ao fim do empréstimo.

### Retorno ao Flamengo

#### 2024
Com o técnico Tite, participou da pre-temporada nos Estados Unidos e atuou apenas 62 minutos da campanha vencedora do Campeonato Carioca. Ao longo ds temporada, retornou ao Sub-20 pelas poucas chances que teve.
Porém ao ter uma boa atuação contra o Cuiabá pelo Brasileiro, ganhou espaço sendo titular ns rodada seguinte contra o Fortaleza para suprir as ausências de Bruno Henrique e Everton Cebolinha.
Em 24 de agosto, participou da conquista do título do Copa Intercontinental Sub-20 vencido por 2–1 diante do Olympiacos, tendo participado do primeiro gol rubro-negro.
Chegou-se a especular uma venda ao Rio Ave, de Portugal, e um retorno ao Bragantino em setembro, mas os negócios não foram para frente. Marcou um gol na derrota por 2–3 para o Grêmio na 27ª rodada do Campeonato Brasileiro.

## Seleção Brasileira

### Sub-17
Em fevereiro de 2021, foi convocado para um período de treinos entre os dias 8 e 18 de março. Voltou a ser convocado em agosto do mesmo ano, para dois amistosos contra o Paraguai.

### Sub-20
Em 30 de agosto de 2024, Matheus Gonçalves foi chamado ao Sub-20 após o corte de Gustavo Nunes, lesionado, para período de treinos e amistosos contra o México nos dias 5 e 8 de setembro.

## Títulos

### Flamengo

#### Base
- Campeonato Carioca Sub-17: 2021
- Campeonato Brasileiro Sub-17: 2021
- Copa do Brasil Sub-17: 2021
- Supercopa do Brasil Sub-17: 2022
- Campeonato Brasileiro Sub-20: 2023
- Mundial de Clubes Sub-20: 2024

#### Profissional
- Campeonato Carioca: 2024, 2025[24]
- Copa do Brasil: 2024
- Supercopa Rei: 2025